# Selezioni giovanili della nazionale maschile di pallacanestro della Russia
Le selezioni giovanili della nazionale di pallacanestro della Russia sono gestite dalla Federazione cestistica della Russia e partecipano ai tornei cestistici internazionali per squadre nazionali, limitatamente a specifiche classi d'età.

## Universitaria
Rappresenta la selezione dei migliori atleti della nazionale russa.

### Partecipazioni
Universiadi
- 1997 - 13°
- 2003 -  2°
- 2007 - 6°
- 2009 -  2°
- 2011 - 4°

- 2013 -  1°
- 2015 -  3°
- 2017 - 17°
- 2019 - 13°

 Russia universitaria - Pallacanestro alla XXII Universiade - Torneo maschileAndruščenko, Bykov, Čeremnych, Djačok, Karpov, Nesterov, Ovečkov, Savkov, Soldatov, Vochmjanin, Zamanskij, Zozulin, All. -
 Russia universitaria - Pallacanestro alla XXV Universiade - Torneo maschileKotiševskij, Golovin, Lichodej, Šabalkin, Voronov, Gorlanov, Neljubov, Kaširov, Žukanenko, Zibirov, Šapovalov, Kolesnikov, All. Sergej Belov
 Russia universitaria - Pallacanestro alla XXVII Universiade - Torneo maschileAntipov, Antonov, Balašov, Grigor'ev, Ivlev, Karasëv, Chvostov, Kulagin, Valiev, Vichrov, Zarjažko, Zubkov, All. Vasilij Karasëv
 Russia universitaria - Pallacanestro alla XXVIII Universiade - Torneo maschile3 Zacharov, 5 Komolov, 6 Gudumak, 8 Barinov, 9 Zarjažko, 11 Il'nickij, 12 Klimenko, 13 Vichrov, 15 Desjatnikov, 19 Strebkov, 22 Antipov, 30 Kulagin,        All. Vasilij Karasëv

## Under-20
Rappresenta i migliori giocatori di nazionalità russa di età non superiore ai 20 anni. Partecipa a tutte le manifestazioni internazionali giovanili di pallacanestro per nazioni gestite dalla FIBA.
Nel corso degli anni questa selezione ha subito alcuni cambiamenti nel nome, dovuti agli adeguamenti nelle normative della FIBA in fatto di classificazione delle categorie giovanili.
Agli inizi la denominazione originaria era nazionale Juniores, in quanto la FIBA classificava le fasce di età sotto i 22 anni con la denominazione "juniores". In seguito, denominazione e fasce di età sono state equiparate, divenendo nazionale Under 22. Dal 2000, la FIBA ha modificato nuovamente il tutto, equiparando sotto la dicitura "under 20" sia denominazione che fasce di età. Da allora la selezione ha preso il nome attuale.
Nel 1992, la nazionale russa ha partecipato al primo campionato di categoria sotto le insegne della CSI.

### Partecipazioni
FIBA EuroBasket Under-20
- 1994 - 7°
- 1996 - 8º
- 2000 - 9°
- 2002 - 4º
- 2004 - 6°

- 2005 -  1º
- 2006 - 10°
- 2007 - 4°
- 2008 - 9°
- 2009 - 9º

- 2010 - 5º
- 2011 - 4º
- 2012 - 11º
- 2013 - 4°
- 2014 - 13°

- 2015 - 16°

 Russia under 22 - Campionato europeo maschile di pallacanestro Under-22 19944 Ten, 5 Judin, 6 Solov'ëv, 7 Kudelin, 8 Astakhov, 9 Mikhnev, 10 Goutorov, 11 Kurašov, 12 Vedishchev, 13 Petenev, 14 Doloptchi, 15 Pašutin,        All. -
 Russia under 22 - Campionato europeo maschile di pallacanestro Under-22 19964 Petrenko, 5 Tatarovič, 6 Konovalov, 7 Garčin, 8 Domani, 9 Morgunov, 10 Ten, 11 Pašutin, 12 Laletin, 13 Janočko, 14 Avleev, 15 Čikalkin,        All. Vladimir Zhabkovskij
 Russia under 20 - Campionato europeo maschile di pallacanestro Under-20 20004 Vochmjanin, 5 Šortov, 6 Bel'čikov, 7 Padius, 8 Miloserdov, 9 Djačok, 10 Toporov, 11 Nazarov, 12 Sergienko, 13 Truškin, 14 Karimov, 15 Eršov,        All. Aleksej Antipenko
 Russia under 20 - Campionato europeo maschile di pallacanestro Under-20 20024 Gorelovskij, 5 Ivanov, 6 Bykov, 7 Baburin, 8 Baranov, 9 Zozulin, 10 Soldatov, 11 Chrjapa, 12 Monja, 13 Zelenskij, 14 Karpov, 15 Adamou,        All. Sergej Pushkarev
 Russia under 20 - Campionato europeo maschile di pallacanestro Under-20 20044 Komarovskij, 5 Ivanov, 6 Kuznecov, 7 Kejru, 8 Fridzon, 9 Sokolov, 10 Panin, 11 Levter, 12 Babičev, 13 Vjal'cev, 14 Goljachov, 15 Ševel',        All. Aleyan Selikhov
 Russia under 20 - Campionato europeo maschile di pallacanestro Under-20 20054 Kolesnikov, 5 Fridzon, 6 Ponkrašov, 7 Komarovskij, 8 Voronov, 9 Sokolov, 10 Vjal'cev, 11 Dudukin, 12 Šabalkin, 13 Zavoruev, 14 Kurbanov, 15 Agapov,        All. Evgenij Pašutin
 Russia under 20 - Campionato europeo maschile di pallacanestro Under-20 20064 Voroncevič, 5 Žukanenko, 6 Ponkrašov, 7 Kaširov, 8 Voronov, 9 Zavoruev, 10 Urazmanov, 11 Sergeev, 12 Agapov, 13 Šeleketo, 14 Gubanov, 15 Šabalkin,        All. Evgenij Pašutin
 Russia under 20 - Campionato europeo maschile di pallacanestro Under-20 20074 Puškin, 5 Urazmanov, 6 Sergeev, 7 Jakovenko, 8 Syrovatko, 9 Smygin, 10 Šved, 11 Voroncevič, 12 Krivošeev, 13 Šeleketo, 14 Gubanov, 15 Kaširov,        All. Andrej Mal'cev
 Russia under 20 - Campionato europeo maschile di pallacanestro Under-20 20084 Novikov, 5 Golovin, 6 Korčagin, 7 Chvostov, 8 Syrovatko, 9 Žukov, 10 Šved, 11 Antonov, 12 Krivošeev, 13 Zabelin, 14 Neljubov, 15 Jakovenko,        All. Sergej Bazarevič
 Russia under 20 - Campionato europeo maschile di pallacanestro Under-20 20094 Spiridonov, 5 Zajcev, 6 Polochin, 7 Chvostov, 8 Šaškov, 9 Zacharov, 10 Novikov, 11 Antonov, 12 Ivlev, 13 Grigor'ev, 14 Kirdjačkin, 15 Filippov,        All. Aleksandr Vasin
 Russia under 20 - Campionato europeo maschile di pallacanestro Under-20 20104 Andreev, 5 Ključnikov, 6 Morozov, 7 Polochin, 8 Byčkov, 9 Pičkurov, 10 Karpuchin, 11 Ivlev, 12 Antipov, 13 Pateev, 14 Kirdjačkin, 15 Valiev,        All. Boris Livanov
 Russia under 20 - Campionato europeo maschile di pallacanestro Under-20 20114 Tkačenko, 5 Strebkov, 6 Šamov, 7 Pastuchov, 8 Balašov, 9 Gorlanov, 10 Koršakov, 11 Antipov, 12 Fidij, 13 Barinov, 14 Tumanov, 15 Zubkov,        All. Aleksandr Černov
 Russia under 20 - Campionato europeo maschile di pallacanestro Under-20 20124 Zacharov, 5 Varnakov, 6 Vichrov, 7 Zarjažko, 8 Goldyrev, 9 Makuškin, 10 Orlenko, 11 Truškin, 12 Razumov, 13 Gudumak, 14 Erškov, 15 Tichonin,        All. Michail Solov'ëv
 Russia under 20 - Campionato europeo maschile di pallacanestro Under-20 20134 Popov, 5 Sokolov, 6 D. Zacharov, 7 Sacharov, 8 Loginov, 9 Komolov, 10 A. Zacharov, 11 Truškin, 12 Dušenkov, 13 Gudumak, 14 Chilikin, 15 Rogožkin,        All. Evgenij Kisurin
 Russia under 20 - Campionato europeo maschile di pallacanestro Under-20 20144 Kašin, 5 Krečetov, 6 Martynov, 7 Annaev, 8 Babuškin, 9 Kulagin, 10 Gan'kevič, 11 Il'nickij, 12 Dojnikov, 13 Desjatnikov, 14 Pylaev, 15 Kanygin,        All. Michail Michajlov
 Russia under 20 - Campionato europeo maschile di pallacanestro Under-20 20153 Martynov, 4 Gavrilov, 7 Viktorov, 8 Malejko, 9 Žul'kov, 10 Gan'kevič, 13 Antonikovskij, 15 Kulikov, 17 Uchov, 20 Popov, 28 Tukmakov, 55 Kondakov,        All. Michail Michajlov

## Under-19
Rappresenta i migliori giocatori di nazionalità russa di età non superiore ai 19 anni. Partecipa a tutte le manifestazioni internazionali giovanili di pallacanestro per nazioni gestite dalla FIBA.

### Partecipazioni
Mondiali Under-19
- 1999 - 6°
- 2011 -  3°
- 2013 - 9°
- 2019 - 5°

 Russia under 19 - Campionato mondiale maschile di pallacanestro Under-19 19994 Archipov, 5 Miloserdov, 6 Truškin, 7 Djačok, 8 Eršov, 9 Karimov, 10 Toporov, 11 Vochmjanin, 12 Padius, 13 Sergienko, 14 Pivcajkin, 15 Kirilenko,        All. -
 Russia under 19 - Campionato mondiale maschile di pallacanestro Under-19 20114 Karpačev, 5 Varnakov, 6 Vichrov, 7 Karasëv, 8 Goldyrev, 9 Kulagin, 10 Tichonin, 11 Truškin, 12 Bekkiev, 13 Gudumak, 14 Zarjažko, 15 Loginov,        All. Michail Solov'ëv
 Russia under 19 - Campionato mondiale maschile di pallacanestro Under-19 20134 Kašin, 5 Krečetov, 6 Vojtov, 7 Kulagin, 8 Annaev, 9 Fedorčenko, 10 Gan'kevič, 11 Il'nickij, 12 Peršin, 13 Desjatnikov, 14 Karenin, 15 Kanygin,        All. Aleksandr Černov
 Russia under 19 - Campionato mondiale maschile di pallacanestro Under-19 20191 Ščerbenev, 7 Baryšev, 9 Petenev, 10 Michajlovskij, 12 Kadošnikov, 16 Kvitkovskich, 22 Eršov, 23 Dolinin, 33 Vediščev, 38 Konovalov, 44 Sorokin, 50 Goldin,        All. Evgenij Pašutin

## Under-18
Rappresenta i migliori giocatori di nazionalità russa di età non superiore ai 18 anni. Partecipa a tutte le manifestazioni internazionali giovanili di pallacanestro per nazioni gestite dalla FIBA.
Nel corso degli anni questa selezione ha subito alcuni cambiamenti nel nome, dovuti agli adeguamenti nelle normative della FIBA in fatto di classificazione delle categorie giovanili.
Agli inizi la denominazione originaria era Nazionale Cadetti, in quanto la FIBA classificava le fasce di età dai 16 ai 18 anni con la denominazione "cadetti". Dal 2000, la FIBA ha modificato il tutto, equiparando sotto la dicitura under 18, sia denominazione che fasce di età. Da allora la selezione ha preso il nome attuale.
Fino al 1991, gli atleti russi hanno fatto parte della nazionale di categoria sovietica

Nel 1992, insieme alle nazionali delle altre Repubbliche ex-sovietiche, ha partecipato all'Europeo di categoria sotto le spoglie della Nazionale Unificata (o Nazionale CSI)

### Partecipazioni
FIBA EuroBasket Under-18
- 1994 - 8°
- 1996 - 10°
- 1998 - 5°
- 2000 - 6°
- 2002 - 10°

- 2004 - 6°
- 2005 - 5°
- 2006 - 9°
- 2007 - 10°
- 2008 - 8°

- 2009 - 6°
- 2010 -  2°
- 2011 - 9°
- 2012 - 4°
- 2013 - 8°

- 2014 - 10°
- 2015 - 9°
- 2016 - 7°

## Under-16
Rappresenta i migliori giocatori di nazionalità russa di età non superiore ai 16 anni. Partecipa a tutte le manifestazioni internazionali giovanili di pallacanestro per nazioni gestite dalla FIBA.
Nel corso degli anni questa selezione ha subito alcuni cambiamenti nel nome, dovuti agli adeguamenti nelle normative della FIBA in fatto di classificazione delle categorie giovanili.
Agli inizi la denominazione originaria era Nazionale Allievi, in quanto la FIBA classificava le fasce di età dai 16 ai 18 anni con la denominazione "allievi". Dal 2000, la FIBA ha modificato il tutto, equiparando sotto la dicitura under 18, sia denominazione che fasce di età. Da allora la selezione ha preso il nome attuale.
Fino al 1991, gli atleti russi hanno fatto parte della nazionale di categoria sovietica

### Partecipazioni
FIBA EuroBasket Under-16
- 1993 -  3°
- 1997 -  2°
- 1999 - 11°
- 2001 -  2°
- 2003 -  3°

- 2004 -  2°
- 2005 - 6°
- 2006 -  2°
- 2007 - 14°
- 2008 - 8°

- 2009 - 5°
- 2010 - 7°
- 2011 - 5°
- 2012 - 13°
- 2013 - 11°

- 2014 - 12°
- 2015 - 16°
- 2017 - 16°
- 2019 - 4°